# 1705 год в науке
В 1705 году в науке и технике произошло несколько значимых событий.

## Астрономия
Эдмунд Галлей в своей работе Synopsis Astronomia Cometicae изложил гипотезу о том, что кометы, наблюдавшиеся в 1456, 1531, 1607 и 1682 годах, на самом деле являются одной кометой.

## Техника
Томас Ньюкомен совместно с лудильщиком Дж. Коули построил первую в мире паровую машину — паровой насос для откачки воды из горных выработок.

## Публикации
«Рассуждение о солях, изложенное в форме писем» Д. Гульельмини.

## Родились
- 22 февраля — Петер Артеди, знаменитый шведский натуралист, «отец ихтиологии»; друг и соученик Карла Линнея
- 11 апреля — Уильям Кукуорти, английский химик
- 21 июня — Дэвид Хартли, английский врач и психолог
- Шарль Лабели, швейцарский инженер-мостостроитель и математик
- Томас Бульсовер, английский изобретатель

## Скончались
- 17 января — Джон Рэй, британский натуралист, иногда упоминаемый как отец британского естествознания
- 16 августа — Якоб Бернулли, швейцарский математик и физик из многочисленного семейства учёных, брат Иоганна Бернулли
- 9 октября — Иоганн Кристоф Вагензайль, немецкий эрудит, учёный-юрист и востоковед
- 11 октября — Гийом Амонтон, французский механик и физик, член Французской академии наук[2], один из пионеров трибологии